# Ambert
Ambert település Franciaországban, Puy-de-Dôme megyében. Lakosainak száma 6556 fő (2022. január 1.). Ambert Bertignat, La Forie, Grandrif, Job, Marsac-en-Livradois, Le Monestier, Saint-Ferréol-des-Côtes, Saint-Martin-des-Olmes, Thiolières és Valcivières községekkel határos.

## Népesség
A település népességének változása:
| Lakosok száma | 6834 | 6743 | 6984 | 6671 | 6634 | 6655 | 6636 | 6616 | 6556 |
|               | 2013 | 2015 | 2016 | 2017 | 2018 | 2019 | 2020 | 2021 | 2022 |